# 卡尔·布勒
卡尔·路德维希·布勒（德語：Karl Ludwig Bühler，1879年5月27日—1963年10月24日），德国心理学家、精神病学家、语言学家，维尔茨堡学派创始人之一，著作涉及格式塔学派，研究涉及思想过程。他是卡尔·波普尔的博士论文导师。